# Hans Siemens (Industrieller)
Hans Siemens (* 3. Dezember 1818 in Lenthe; † 28. März 1867 in Dresden) war ein deutscher Industrieller, Glasfabrikant und Ofenbauer sowie ein jüngerer Bruder von Werner von Siemens.

## Leben
Hans war der zweite Sohn des Gutspächters Christian Ferdinand Siemens (1787–1840) und dessen Ehefrau Eleonore Henriette (geborene Deichmann, 1792–1839). Er war eines von 14 Kindern der Familie und versuchte sich in den unterschiedlichsten Berufszweigen. Er hatte seinem Bruder Werner von Siemens mehrfach Geld geliehen, dieser schuldete ihm im August 1847 bereits 1500 Taler. Siemens war ursprünglich Landwirt und führte nach dem Tod des Vaters für einige Zeit das elterliche Gut, das sich am Nordabhang des Harzes befand, von Menzendorf aus weiter. Er erwarb eine Spiritusbrennerei in Mecklenburg, für deren Übernahme er dringend Geld benötigte, so dass ihm sein Bruder im September 800 Taler seiner Schulden zurückzahlte. Er erfand einen Brennapparat, der durch eine neuartige Anordnung der wärmetauschenden Flächen gekennzeichnet war. 1859 als sein Bruder Friedrich Siemens wieder nach England übersiedelte, experimentierte Siemens ebenfalls zunächst mit Stahlöfen, die einen guten Absatz fanden, so dass er Mühe hatte die Anfrage zu befriedigen. Um 1860 hatte er angefangen in Sachsen Regenerativöfen mit Wannenbetrieb zu bauen. Siemens verband sich mit dem Maschinenbauer Georg Mehlis (* 1829), um gemeinsam mit diesem ein Ofen-Ingenieurgeschäft und eine kleine Glashütte in Dresden-Löbtau zu gründen, die sie Anfang 1862 für 30000 Taler erwarben. Siemens & Halske trugen mit 50000 Talern als stille Teilhaber zum Geschäftskapital bei. Siemens hatte darum gebeten, da er anderen Fabrikanten seine Öfen in Funktion zeigen wollte. Hier verwendete er erfolgreich den von seinen Brüdern Friedrich und Carl Wilhelm Siemens erfundenen Regenerativofen. Die Glashütte wurde nach seinem Tod von seinem jüngsten Bruder Friedrich Siemens übernommen.
Des Weiteren unternahm Siemens eingehende Versuche, um zum Brennen des Kalkes die Gasfeuerung nutzbar zu machen. Er konstruierte ab 1864 gemeinsam mit Ferdinand Steinmann den sogenannten Siemens-Steinmann’schen Gaskalkofen. Diese waren mit Schachtgeneratoren versehen, welche die Vergasung von Braunkohlen und Lignit ermöglichten.